# Dúvier Riascos
Dúvier Orlando Riascos Barahona (Buenaventura, Valle del Cauca; 26 de junio de 1986) es un futbolista colombiano. Juega como delantero centro. Actualmente milita en el Internacional de Palmira de la Categoría Primera B.
A lo largo de su carrera, Riascos militó en 21 clubes distribuidos en nueve países, convirtiéndose en el futbolista colombiano que ha vestido la camiseta de más equipos. En Colombia (7): América de Cali, Real Cartagena, Deportivo Cali, Millonarios, Deportivo Pasto, La Equidad e Internacional de Palmira; 
en México (4): Puebla, Tijuana, Pachuca y Morelia; en China (2): Shanghái Shenhua y Dalian Yifang; en Brasil (2): Cruzeiro y Vasco da Gama; en El Salvador (2): Alianza F. C. y C. D. Águila;  en Venezuela (1): Estudiantes de Mérida; en Chile (1): Universidad Católica; en Bolivia (1): Always Ready; en Guatemala (1): Comunicaciones F. C.
Riascos ha convertido 170 goles, fue Botín de Oro en cuatro ocasiones y ha cosechado 10 títulos.

## Trayectoria

### América de Cali
El primer partido de la Categoría Primera A lo jugó en 2005. En su temporada de novato en 2005, anotó un gol. 

### Real Cartagena
Es cedido en préstamo en enero de 2006 al equipo costeño del Real Cartagena.

### América de Cali
En el año 2007 regresa al América de Cali.

### Estudiantes de Mérida
En 2008 firmó un contrato con el club Estudiantes de Mérida de Venezuela. Su mayor logro fue jugar la final de Copa Venezuela 2008. Fue también el máximo goleador del torneo con cinco goles en su cuenta.
Marcaría doce goles en nueve partidos en los que se destacaría tres dobletes consecutivos por la Liga, esto lo haría en sus últimos partidos con el club.

### Deportivo Cali
En el verano de 2009 regresó a su tierra natal, de firmar un contrato con el Deportivo Cali. Debuta el 12 de julio de en el empate a dos goles con el Envigado F. C.. Su primer gol lo marca el 22 en la victoria 2 a 1 sobre el Deportivo Pereira. El 9 de agosto marca el segundo gol de la victoria 3-2 en el clásico caleño frente al América de Cali.

Durante su estancia de seis meses en el Deportivo Cali marcó tres goles en 16 partidos de Liga, también participó en el torneo internacional por primera vez en su carrera la Copa Sudamericana.

### Shanghái Shenhua
En febrero de 2010, fue a jugar con un equipo chino Shanghái Shenhua. Debutó en el torneo el 27 de marzo del mismo año, perdiendo 0:2 en un encuentro con Changsha Ginde, y marcó el primer gol en el partido siguiente el 3 de abril, contra Shanghái Shenxin, el resultado terminó 2:1.
El 10 de le da la victoria a su club 2 a 1 sobre el Hangzhou.

Completaría 17 goles en 23 partidos jugados en los que se destaca marca dos goles en el 2 a 1 contra Guangzhou R&F y el primer hat-trick de su carrera en la goleada 4 a 0 como visitantes contra Shenzhen.
En Total para la temporada 2010 registró 20 goles en 28 partidos, ganando el título de liga goleador, y ha sido seleccionado por la Asociación China de Fútbol como el mejor jugador de la Super Liga. Al final de la temporada dirigidos por Miroslav lugar Blaževicia llegaron al tercer puesto en la tabla. En 2011 participa en la Liga de Campeones de Asia, donde el equipo de Shanghái obtuvo la última posición en el grupo, siendo eliminados del certamen.

### Club Puebla
En el verano de 2011 fue comprado por el Club América al mismo tiempo cedido al Club Puebla de La Primera División de México, debutó el 23 de julio de 2011 en la victoria 1-0 contra Atlas de Guadalajara, y se estrenó con gol ante el Pachuca en un encuentro que terminó empatado a 2.
El 16 de octubre le da la victoria por la mínima sobre Querétaro, el 30 completa tres partidos seguidos marcando en la victoria 3 a 2 en cancha del América.

### Club Tijuana
Para el torneo Clausura 2012 firmó un contrato como compra definitiva con el Club Tijuana para jugar el Torneo Clausura 2012 (México). Debutaría el 6 de enero en el empate a un gol contra Monarcas Morelia. Su primer gol se lo hace a su exequipo Puebla empatando a un gol.
En el Torneo Apertura 2012 (México) junto con el club Tijuana se coronó campeón del torneo donde en la final de vuelta contra el club Toluca marcó el gol de la victoria consiguiendo 10 goles en total y convirtiéndose en el tercer lugar de goleo individual.
El 19 de febrero del 2013 hace su debut en Copa Libertadores jugando 90 minutos en un partido en el que el Tijuana salió victorioso derrotando al club Millonarios en Bogotá. El 14 de mayo hace su primer gol en Copa Libertadores en el histórico triunfo 1-2 sobre Palmeiras en Brasil clasificando a cuartos de final. Marca gol en el partido de ida donde empatan a dos goles frente a Atlético Mineiro, vuelve y marca el gol del empate a 1 en Brasil pero falla un penal al último minuto del partido lo que sería la clasificación para su equipo quedando eliminados con el posteriormente campeón.

### C.F. Pachuca
Para el Torneo Apertura 2013 (México) firmó con el Club de Fútbol Pachuca. El 21 de julio debuta en la victoria por la mínima en su visita a Toluca. Su primer gol lo marca en la caída 4-1 en casa de Monarcas Morelia el 30 de agosto.

### Monarcas Morelia
Para el Torneo Clausura 2014 (México) ficha por el club mexicano Monarcas Morelia, ganando la Copa MX de ese semestre de ese mismo año, también ganando la Supercopa MX contra Tigres UANL. El 3 de enero debuta perdiendo 0-1 con Querétaro, el 17 de enero marca gol en la victoria 2 a 0 contra Tigres UANL.

### CE Cruzeiro
Llega al club brasileño Cruzeiro en enero de 2015. Debuta el 8 de febrero por el Campeonato Mineiro contra Caldense en el empate a un gol. Juega poco y es cedido al Vasco da Gama a mediados de ese año.

### Vasco da Gama
Es cedido al club de Río de Janeiro, Vasco de Gama para mayo del 2015. Debuta el 3 de mayo en la caída 3 a 0 en casa del Atlético Mineiro. El 20 de junio marca su primer gol en la derrota 2-1 contra Sport Recife. El 28 de junio marca el gol de la victoria por la mínima en el clásico frente a Flamengo. Marca su primer doblete el 22 de julio en la victoria como visitantes 3 a 2 contra América RN por la Copa de Brasil.

En el 2016 debuta con doblete por el Campeonato Carioca en la goleada 4 por 1 sobre Madureira. El 25 de febrero vuelve y marca dos goles en el empate 2-2 con Friburguense. El 17 de abril marca el único gol de la victoria como visitantes contra el poderoso Fluminense, el 24 vuelve y marca en el 2-0 sobre Flamengo.
Desciende con el club a final de año de la Serie A a la Serie B de Brasil, el 14 de mayo debuta con gol en la goleada 4 a 0 como visitantes sobre Sampaio Corrêa.

Haría 17 goles en 49 partidos siendo el goleador del equipo y llamando la atención del Cruzeiro dueño de sus derechos deportivos.

### Cruzeiro
En mayo del 2015 regresa al Cruzeiro del Campeonato Brasileño de Serie A. El 28 de mayo juega su primer partido en el empate a un gol con América Mineiro. Marca su primer gol dándole la victoria a su club 3 a 2 en su visita al Atlético Mineiro.

Tiene inconvenientes con el cuerpo técnico a causa de unas declaraciones y es separado del plantel a finales de julio de 2016.

### Millonarios
El 16 de febrero de 2017 es presentado como nuevo jugador de Millonarios de Colombia después de estar en discusión con Cruzeiro por su pase, firma por un año de cesión. Debuta el 1 de marzo entrando al último minuto por Ayron del Valle en la victoria por la mínima sobre La Equidad. Su primer gol lo marca el 11 de marzo en la goleada 3 a 0 sobre el América de Cali en su primer partido como titular. Se gana la titularidad con Miguel Ángel Russo y conforma un tridente junto a Ayron del Valle y Harold Santiago Mosquera.
Se corona como campeón del Torneo Finalización 2017 al derrotar 3 a 2 en el global a su clásico rival Independiente Santa Fe, finaliza su contrato en diciembre.

### Vasco da Gama
El 12 de enero de 2018 es oficializado su regreso al Vasco de Gama del Brasileirao. Debutó el 27 de enero en el empate a cero goles frente al CR Flamengo jugando los últimos 24 minutos.

### Dalian Yifang
El 21 de junio es confirmado como nuevo jugador del Dalian Yifang de la Superliga de China. Debuta con gol el 22 de julio marcando el descuento en la derrota 3 por 1 visitando a Beijing Renhe luego de ingresar en el segundo tiempo.

### Universidad Católica
El 27 de febrero de 2019 Riascos fue confirmado como nuevo jugador de Universidad Católica de la Primera División de Chile, equipo en el cual se le recuerda como "Trotón", ya que era frecuente verlo trotando en la cancha para partidos de alta importancia. El arribo de este jugador a la UC fue de gran importancia para el Club, ya que se convirtió en el primer jugador colombiano en jugar en el equipo cruzado. El 6 de abril marca el gol de la victoria 2 por 1 en su visita al Everton de Viña del Mar además de dar la asistencia. 

### Always Ready
En 2020 y 2021, tuvo un paso por el Club Always Ready de Bolivia, conocido en dicho país como el equipo de la banda roja, solo pudo jugar 3 partidos oficiales en la liga, ya que fue desvinculado del club por no presentarse a los entrenamientos en reiteradas ocasiones. 

### Alianza F.C.
el 24 de junio de 2021 llega a Alianza Futbol Club de la  Primera División de El Salvador

### Deportivo Pasto
El 12 de enero de 2022 es presentado como nuevo jugador de Deportivo Pasto de la  Primera División de Colombia.

### Comunicaciones F.C.
El 13 de enero de 2023 es presentado como nuevo jugador de Comunicaciones de la Liga Nacional de Guatemala, tras 4 días en el club fue despedido por la institución por faltas al reglamento interno de disciplina.

### Retiro
El primer semestre de 2025, es invitado junto con su compatriota Martínez Borja  a los Estados Unidos para jugar el reconocido Global7v7 Soccer Festival con el equipo de Bumpy Pitch FC. En el mes de junio, ganarían dicho certamen tras derrotar a los Pumas de Alabama.

### Internacional de Palmira
Tras un año y medio por fuera de las canchas profesionales, el 11 de julio de 2025, es confirmado como nuevo jugador de Internacional de Palmira de la  Segunda División de Colombia.

## Estadísticas
| América de Cali · Colombia | 1ª            | 2005          | 5   | 1   | —  | —  | —  | — | 5   | 1   | 0,20 |
| Real Cartagena · (cedido) · Colombia | 1ª            | 2006          | 15  | 2   | —  | —  | —  | — | 15  | 2   | 0,13 |
| América de Cali · Colombia | 1ª            | F-2007        | 13  | 3   | —  | —  | —  | — | 13  | 3   | 0,23 |
| América de Cali · Colombia | Total club    | Total club    | 18  | 4   | 0  | 0  | 0  | 0 | 18  | 2   | 0,11 |
| Estudiantes de Mérida · (cedido) · Venezuela | 1ª            | 2007-08       | 16  | 3   | —  | —  | —  | — | 16  | 3   | 0,19 |
| Estudiantes de Mérida · (cedido) · Venezuela | 1ª            | 2008-09       | 21  | 12  | 7  | 5  | —  | — | 28  | 17  | 0,61 |
| Estudiantes de Mérida · (cedido) · Venezuela | Total club    | Total club    | 37  | 15  | 7  | 5  | 0  | 0 | 44  | 20  | 0,45 |
| Deportivo Cali · (cedido) · Colombia | 1ª            | F-2009        | 16  | 3   | —  | —  | 2  | 0 | 18  | 3   | 0,17 |
| Shanghái Shenhua (cedido) China | 1ª            | 2010          | 28  | 20  | —  | —  | —  | — | 28  | 20  | 0,71 |
| Shanghái Shenhua (cedido) China | 1ª            | 2011          | 11  | 4   | —  | —  | 5  | 1 | 16  | 5   | 0,31 |
| Shanghái Shenhua (cedido) China | Total club    | Total club    | 39  | 24  | 0  | 0  | 5  | 1 | 44  | 25  | 0,57 |
| Puebla · (cedido) · México | 1ª            | A-2011        | 16  | 6   | —  | —  | —  | — | 16  | 6   | 0,38 |
| Tijuana · México | 1ª            | C-2012        | 18  | 5   | —  | —  | —  | — | 18  | 5   | 0,28 |
| Tijuana · México | 1ª            | 2012-13       | 36  | 15  | 2  | 0  | 8  | 3 | 46  | 18  | 0,39 |
| Tijuana · México | Total club    | Total club    | 54  | 20  | 2  | 0  | 8  | 3 | 64  | 23  | 0,36 |
| Pachuca · México | 1ª            | A-2013        | 17  | 2   | 1  | 0  | —  | — | 18  | 2   | 0,11 |
| Monarcas Morelia · México | 1ª            | C-2014        | 26  | 3   | 2  | 2  | 2  | 0 | 30  | 5   | 0,24 |
| Cruzeiro · Brasil | 1ª            | 2015-I        | 11  | 0   | 2  | 0  | 1  | 0 | 14  | 0   | 0,0  |
| Vasco de Gama · (cedido) · Brasil | 1ª            | 2015-II       | 26  | 4   | 6  | 3  | —  | — | 32  | 7   | 0,23 |
| Vasco de Gama · (cedido) · Brasil | 2ª            | 2016-I        | 14  | 10  | 3  | 0  | —  | — | 17  | 10  | 0,59 |
| Cruzeiro · Brasil | 1ª            | 2016-II       | 11  | 1   | —  | —  | —  | — | 11  | 1   | 0,09 |
| Cruzeiro · Brasil | Total club    | Total club    | 22  | 1   | 2  | 0  | 1  | 0 | 25  | 1   | 0,04 |
| Millonarios · Colombia | 1ª            | 2017          | 38  | 10  | 3  | 1  | 0  | 0 | 41  | 11  | 0,26 |
| Vasco de Gama · Brasil | 1ª            | 2018-I        | 17  | 3   | —  | —  | 9  | 0 | 26  | 3   | 0,14 |
| Vasco de Gama · Brasil | Total club    | Total club    | 57  | 17  | 9  | 3  | 9  | 0 | 75  | 20  | 0,26 |
| Dalian Yifang China | 1ª            | 2018          | 9   | 3   | 2  | 0  | —  | — | 11  | 3   | 0,27 |
| Universidad Católica · Chile | 1ª            | 2019          | 9   | 3   | 4  | 0  | 7  | 1 | 20  | 4   | 0,20 |
| Always Ready · Bolivia | 1ª            | 2020          | 3   | 0   | —  | —  | —  | — | 3   | 0   | 0,0  |
| Alianza FC · El Salvador | 1ª            | A-2021        | 24  | 18  | —  | —  | 1  | 2 | 25  | 20  | 0,80 |
| Deportivo Pasto · Colombia | 1ª            | A-2022        | 16  | 8   | 2  | 0  | —  | — | 18  | 8   | 0,44 |
| La Equidad · Colombia | 1ª            | F-2022        | 17  | 4   | 2  | 0  | —  | — | 19  | 4   | 0,21 |
| Comunicaciones · Guatemala | 1ª            | 2023          | 0   | 0   | —  | —  | —  | — | 0   | 0   | 0    |
| Águila · El Salvador | 1ª            | C-2023        | 25  | 10  | —  | —  | 4  | 0 | 29  | 10  | 0,34 |
| Internacional de Palmira · Colombia | 2ª            | F-2025        | 1   | 0   | —  | —  | —  | — | 1   | 0   | 0    |
| Total carrera | Total carrera | Total carrera | 459 | 153 | 36 | 11 | 40 | 6 | 527 | 170 | 0,30 |
| (1) Incluye datos de la Copa Venezuela (2008) y Copa MX (2012-13) y Supercopa MX (2014) y del Campeonato Mineiro (2015) y Copa de Brasil. (2) Incluye datos de la Copa Sudamericana (2009) Liga de Campeones de la AFC (2011) y Copa Libertadores de América (2013, 2015). (3) Media de goles por encuentro. No incluye goles en partidos amistosos. (*) Incluye datos de ligas regionales Brasileñas |               |               |     |     |    |    |    |   |     |     |      |

### Hat-tricks
| 1 | 29 de septiembre de 2010 | Estadio Shenzhen, Shenzhen                 | Shenzhen - Shanghai Shenhua              |  | 0 - 4 | Superliga de China                 |
| 2 | 1 de agosto de 2021      | Cuscatlán, San Salvador                    | Alianza Fútbol Club - Municipal Limeño   |  | 3 - 1 | Torneo Apertura 2021 (El Salvador) |
| 3 | 24 de septiembre de 2021 | Complejo Deportivo Tierra de Fuego, Jocoro | Jocoro Fútbol Club - Alianza Fútbol Club |  | 3 - 3 | Torneo Apertura 2021 (El Salvador) |
| 4 | 9 de septiembre de 2023  |                                            | Isidro Metapan - Águila                  |  | 2 - 4 | Torneo Apertura 2023 (El Salvador) |

## Palmarés

### Torneos estatales oficiales
| Título             | Club                | Estado         | Año  |
| ------------------ | ------------------- | -------------- | ---- |
| Taça Guanabara     | C. R. Vasco da Gama | Río de Janeiro | 2016 |
| Campeonato Carioca | C. R. Vasco da Gama | Río de Janeiro | 2016 |

### Torneos nacionales oficiales
| Título                          | Club                  | País        | Año  |
| ------------------------------- | --------------------- | ----------- | ---- |
| Torneo Apertura                 | C. F. Tijuana         | México      | 2012 |
| Supercopa MX                    | C. A. Morelia         | México      | 2014 |
| Categoría Primera A             | Millonarios           | Colombia    | 2017 |
| Supercopa de Chile              | Universidad Católica  | Chile       | 2019 |
| Primera División                | Universidad Católica  | Chile       | 2019 |
| Liga Boliviana                  | Always Ready          | Bolivia     | 2020 |
| Primera División de El Salvador | Alianza Fútbol Club   | El Salvador | 2021 |
| Primera División de El Salvador | Club Deportivo Águila | El Salvador | 2023 |

### Distinciones individuales
| Distinción                                                                           | Año  |
| ------------------------------------------------------------------------------------ | ---- |
| Máximo goleador de la Copa Venezuela (5 goles con Alexander Rondón y Rodrigo Prieto) | 2008 |
| Máximo goleador de la Superliga China (20 goles).                                    | 2010 |
| Mejor atacante campeonato carioca (10 goles)                                         | 2016 |
| Goleador del Torneo Apertura (El Salvador) (20 goles)                                | 2021 |